# Daryl Duke
Daryl Duke, kanadski režiser, * 8. marec 1929, Vancouver, Britanska Kolumbija, Kanada, † 21. oktober 2006, West Vancouver, Britanska Kolumbija, Kanada.
Daryl Duke je bil kanadski filmski in televizijski režiser. Najbolj poznan je po režiji uspešne televizijske miniserije Pesem ptic trnovk.

## Biografija
Daryl Duke se je rodil 8. marca 1929 v Vancouvru v Britanski Kolumbiji, kjer je postal eden prvih regionalnih producentov televizije CBC. Njegova kariera se je nadaljevala pri CBC-ju v Torontu, kjer je produciral serije, kot je This Hour Has Seven Days, nato pa v Združenih državah Amerike za tamkajšnje večje televizijske mreže in studie.
Leta 1977 je za svojo presenetljivo uspešnico The Silent Partner prejel kanadsko filmsko nagrado za najboljšega režiserja.
Njegov pomemben dosežek na televiziji je bila režija miniserije Pesem ptic trnovk, nagrajene z nagrado Emmy. Duke je bil tudi med tistimi, ki so bili zaslužni za ustanovitev CKVU-TV v Vancouvru, ki je danes del franšize Citytv. Produciral in režiral je zgodnje "pesniške filme" Boba Dylana, črno-bele vinjete, ki so bile predhodnice današnjih glasbenih videospotov. Leta 1997 je bil sprejet v Dvorano slavnih BC Entertainment-a in na pločnik slavnih.
Daryl Duke je umrl 21. oktobra 2006 v West Vancouvru v Britanski Kolumbiji zaradi pljučne fibroze.

## Filmografija

### Filmi
- 1972: Payday
- 1978: The Silent Partner
- 1982: Hard Feelings
- 1986: Tai-Pan

### Televizija
- 1964: This Hour Has Seven Days
- 1966: Wojeck (1 epizoda)
- 1969: The Bold Ones: The New Doctors (3 epizode)
- 1970: Night Gallery (1 epizoda)
- 1970-1971: The Psychiatrist (pilotna epizoda)
  - Children of the Lotus Eater AKA God Bless the Children
  - Such Civil War in My Love and Hate
- 1972: Banacek (1 epizoda)
- 1972: Cool Million (1 epizoda)
- 1972: Ghost Story (2 epizodi)
- 1973: I Heard the Owl Call My Name
- 1973: The President's Plane Is Missing
- 1974: Harry O (dvodelni epizodi)
- 1975: A Cry for Help
- 1975: They Only Come Out at Night
- 1976: Griffin and Phoenix
- 1979: The Return of Charlie Chan
- 1983: Pesem ptic trnovk (miniserija)
- 1985: Florence Nightingale
- 1989: When We Were Young
- 1990-1991: Columbo
  - Columbo Cries Wolf
  - Caution: Murder Can Be Hazardous to Your Health
- 1992: Fatal Memories

## Nagrade in priznanja
- 1971: dobitnik nagrade Primetime Emmy za izjemen režijski dosežek v drami, epizoda serije The Bold Ones: The Senator.
- 2004: dobitnik nagrade Johna Drainiea.[6]